# Alfa Romeo P2
El P2 fue un automóvil de competición producido por "Alfa Corse" (la escudería del fabricante Alfa Romeo) entre 1924 y 1930. Diseñado por el italiano Vittorio Jano, logró el primer Campeonato Mundial de automóviles en 1925. Su imagen es uno de los símbolos icónicos de las carreras de automóviles de la década de 1920.

## Historia

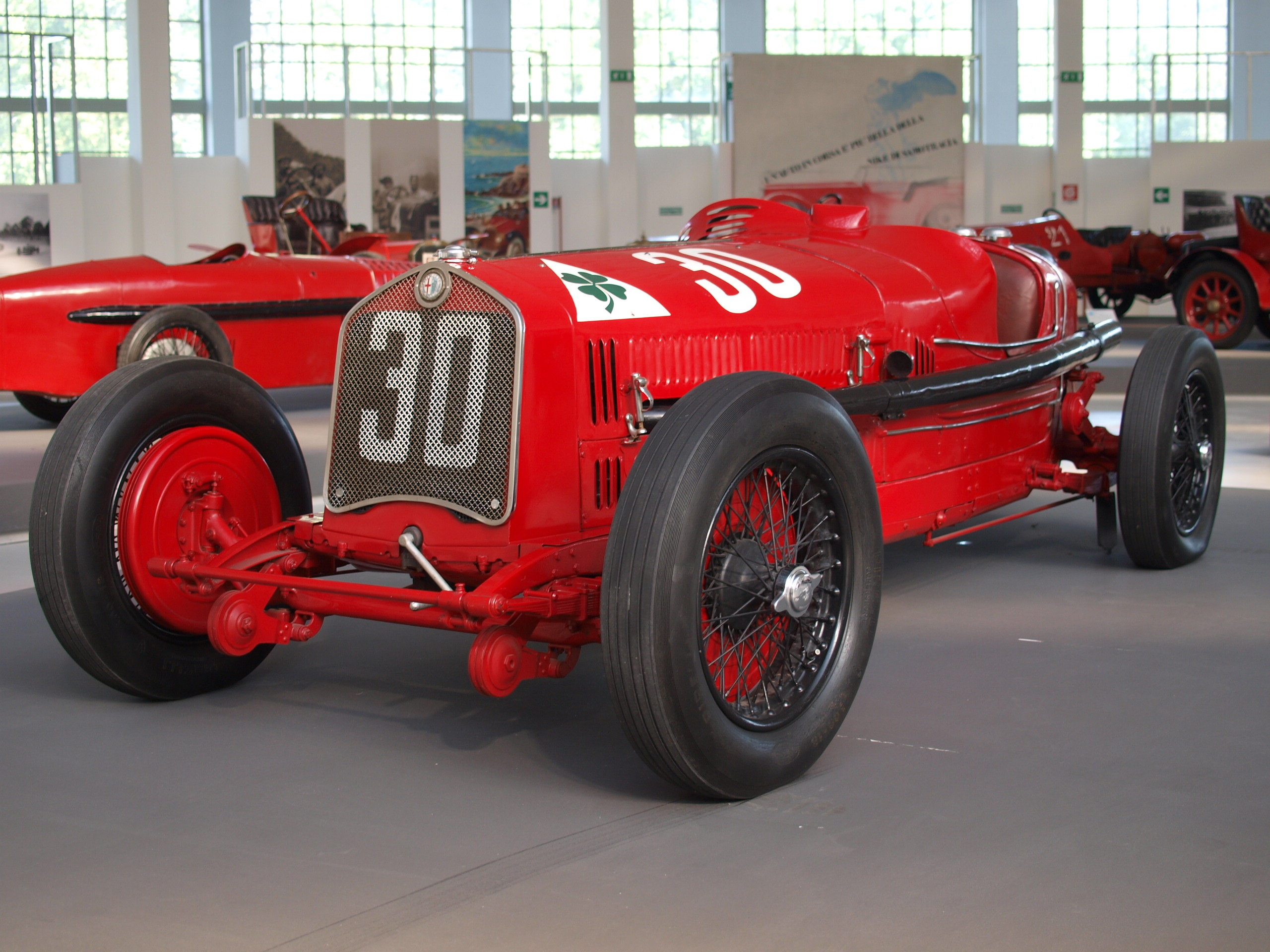
El P2 modificado para la temporada 1930, ganó la Targa Florio de quel año conducido por Achille Varzi, quien rompió el récord de velocidad media de la carrera.

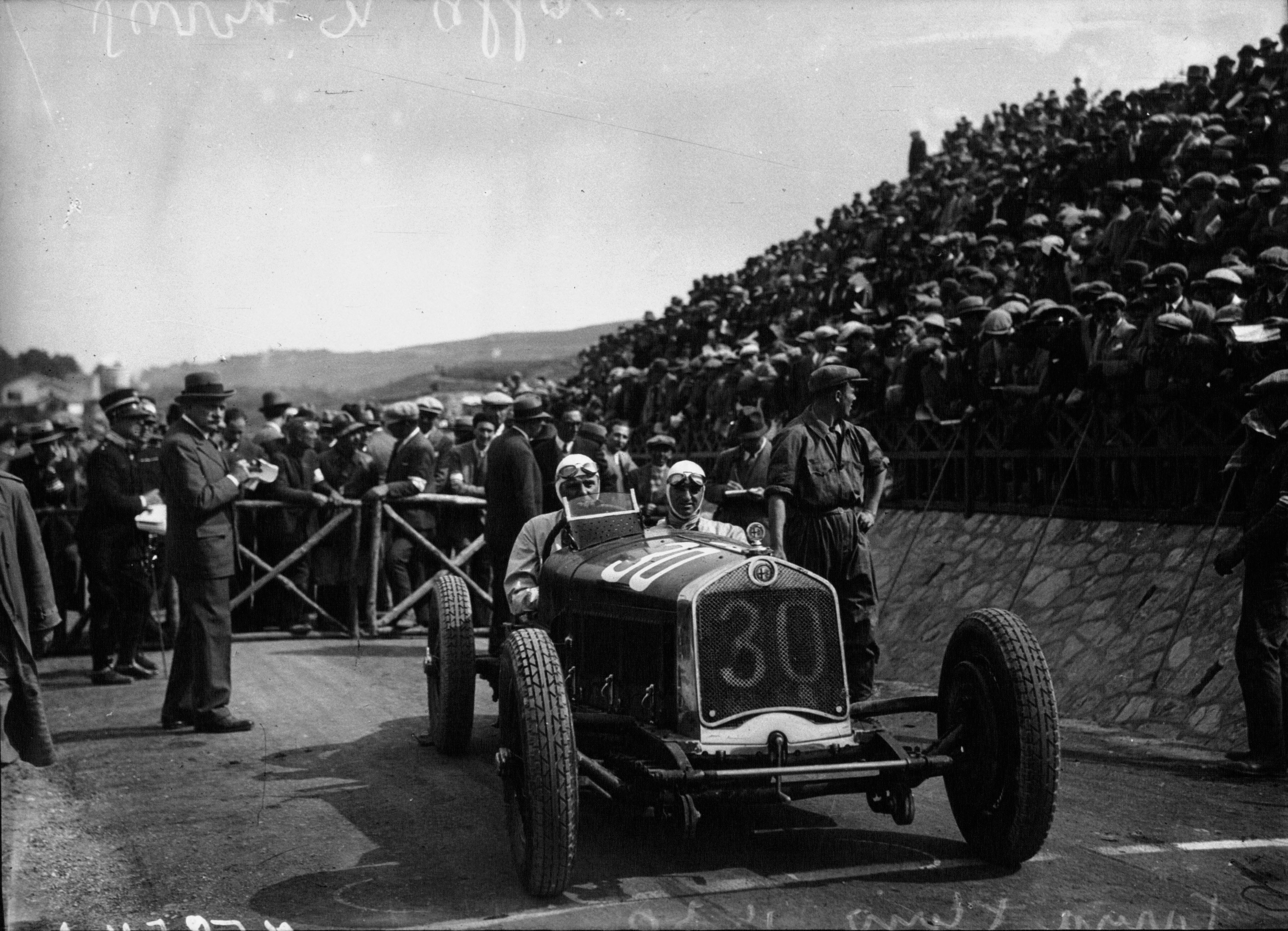
Achille Varzi en su Alfa Romeo P2 en la Targa Florio (1930)

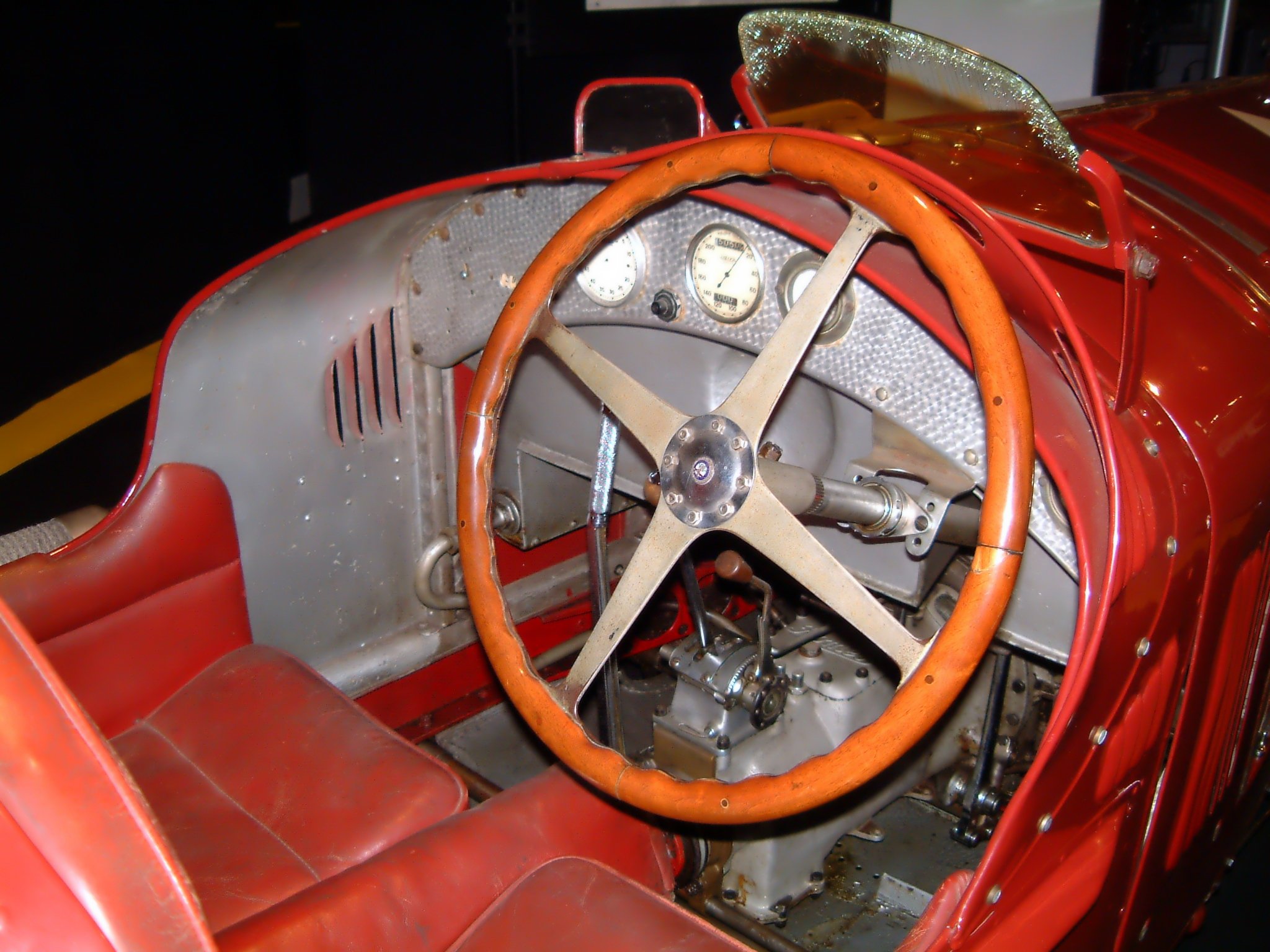
Alfa Romeo P2. Interior del habitáculo (1930)

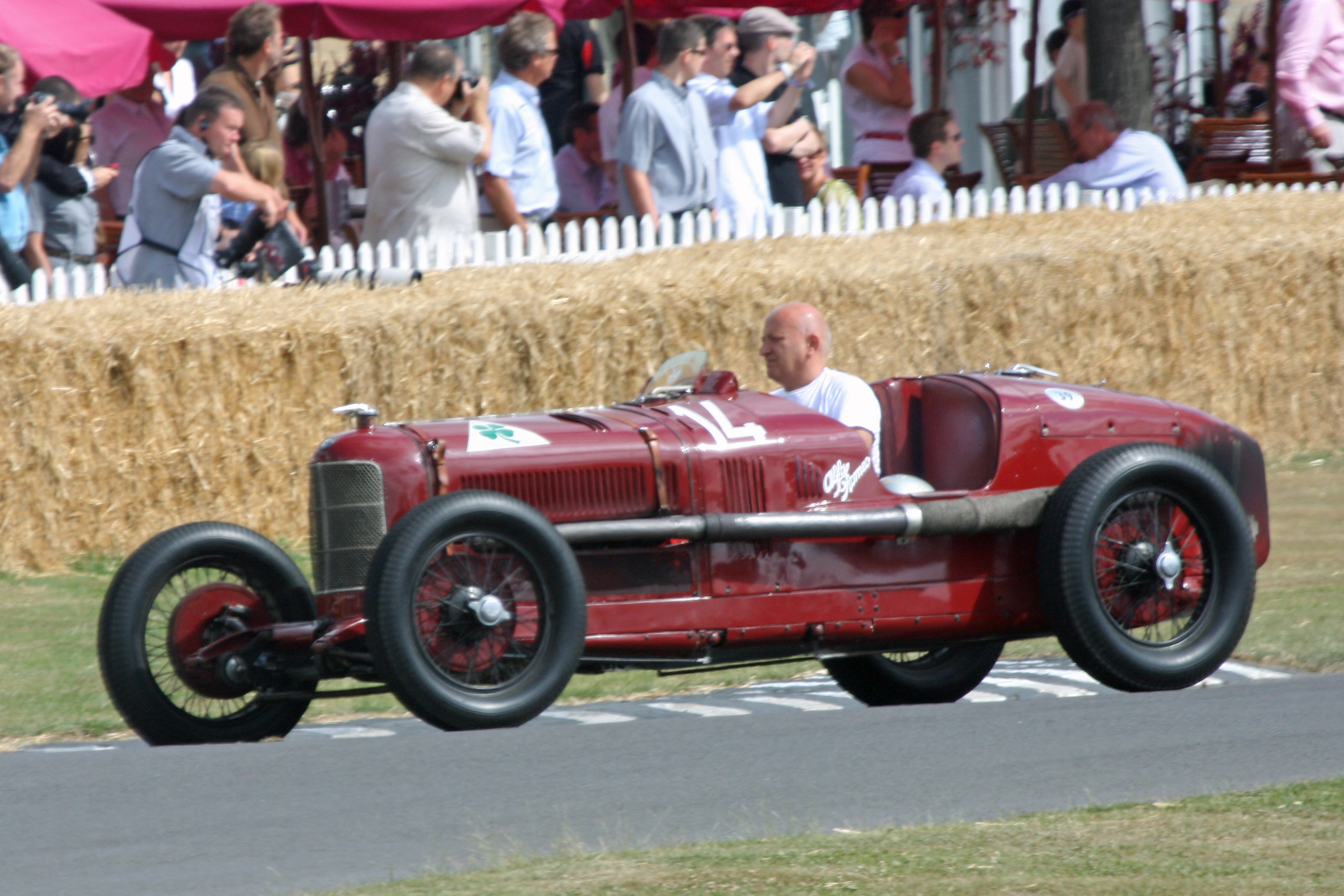
Alfa Romeo P2 (1924)

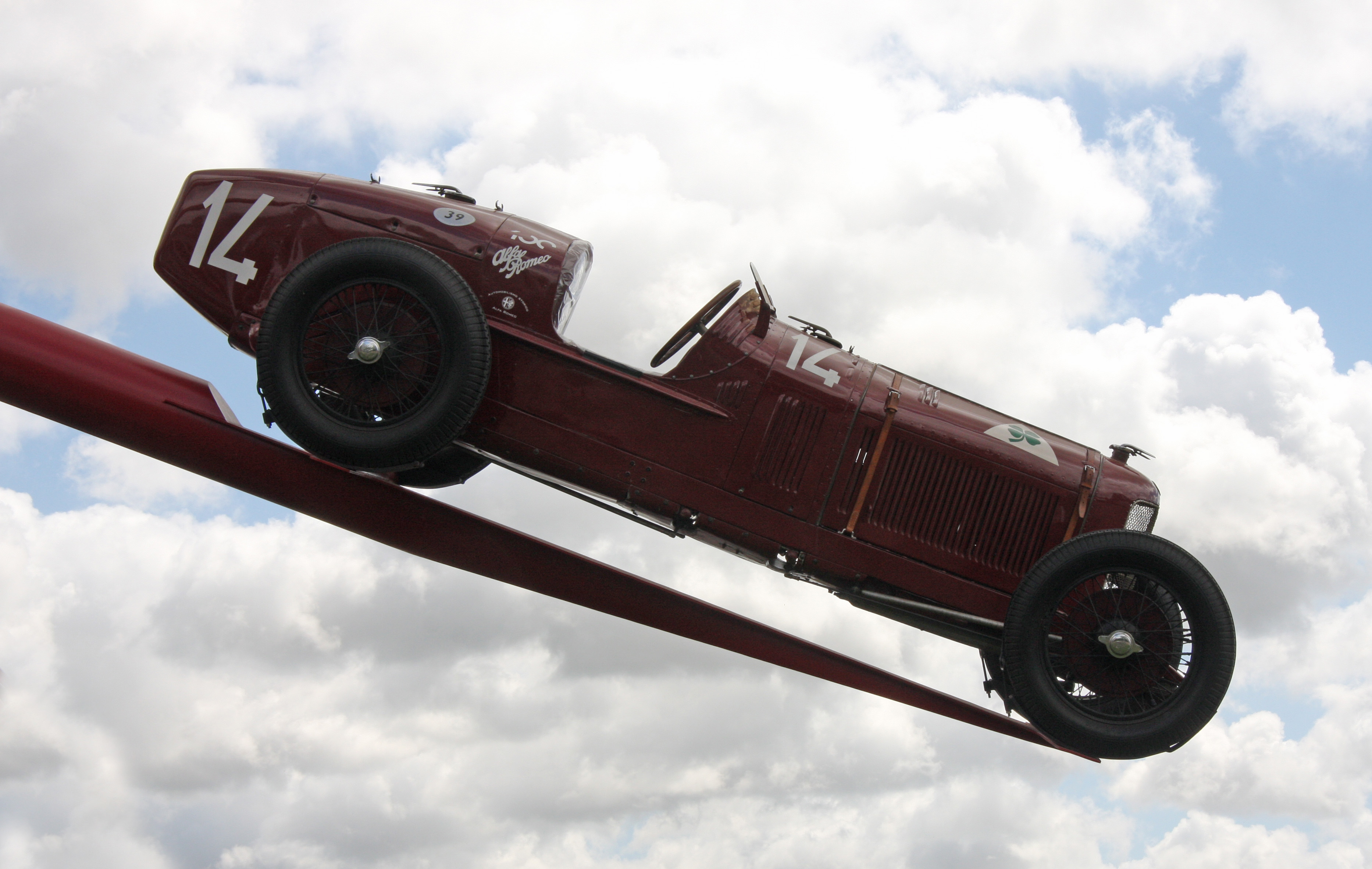
Reproducción de un Alfa P2 (Festival de Goodwood, 2010)

El Alfa Romeo P2 ganó el primer Campeonato Mundial de Automóviles, disputado  en 1925. Se hizo con la victoria en dos de las cuatro pruebas del campeonato: conducido por Antonio Ascari venció en el Gran Premio de Europa disputado en Spa-Francorchamps, y con Gastone Brilli-Peri se adjudicó el Gran Premio de Italia en Monza, después de que Ascari muriese en accidente mientras se dirigía a una carrera en el Autódromo de Linas-Montlhéry.
A pesar de que 1925 trajo cambios drásticos en el reglamento de competición, entre 1924 y 1930 el P2 logró la victoria en 14 Grandes Premios y en otras pruebas importantes, como la Targa Florio. Junto con el Bugatti Tipo 35, fue uno de los modelos icónicos de los Grandes Premios de los años 1920, convirtiendo a Alfa Romeo en campeón del mundo (lo que se tradujo en la incorporación de la corona de laurel a su escudo).
El P2 fue introducido por Alfa Romeo en 1924 en el Circuito de Cremona (situado en el norte de Italia), donde Antonio Ascari ganó con una velocidad media de 158 kilómetros por hora, siendo capaz de alcanzar una velocidad máxima de 195 kilómetros por hora.
El coche era la primera creación de Vittorio Jano para Alfa Romeo. El nuevo diseñador había sido fichado desde Fiat por Enzo Ferrari, cuando Nicola Romeo descartó el P1 después de su pobre rendimiento en el Gran Premio de Monza en 1923 contra los Fiat. El P2 era propulsado por el primer motor Alfa de 8 cilindros en línea sobrealimentado, con 2 carburadores colocados después del compresor.
Solo se conservan 2 de los 6 modelos originales, pudiéndose visitar en el Museo Alfa Romeo de Arese y el Museo del Automóvil de Turín. El P2 tuvo dos estilos de carrocería distintos, que utilizaban una parte trasera corta o larga.
Uno de los P2 fue utilizado como modelo de la una de las reproducciones utilizadas para ambientar el Festival de Velocidad de Goodwood de 2010.

## Principales victorias
| Año  | Carrera                | Conductor           |
| ---- | ---------------------- | ------------------- |
| 1924 | Gran Premio de Cremona | Antonio Ascari      |
| 1924 | Gran Premio de Francia | Giuseppe Campari    |
| 1924 | Gran Premio de Italia  | Antonio Ascari      |
| 1925 | Gran Premio de Bélgica | Antonio Ascari      |
| 1925 | Gran Premio de Italia  | Gastone Brilli-Peri |
| 1927 | Coppa Acerbo           | Giuseppe Campari    |
| 1928 | Coppa Acerbo           | Giuseppe Campari    |

| Año  | Carrera                    | Conductor           |
| ---- | -------------------------- | ------------------- |
| 1929 | Gran Premio de Alessandria | Achille Varzi       |
| 1929 | Gran Premio de Roma        | Achille Varzi       |
| 1929 | Coppa Montenero            | Achille Varzi       |
| 1929 | Gran Premio de Monza       | Achille Varzi       |
| 1929 | Gran Premio de Cremona     | Gastone Brilli-Peri |
| 1929 | Gran Premio de Túnez       | Gastone Brilli-Peri |
| 1930 | Gran Premio de Alessandria | Achille Varzi       |
| 1930 | Targa Florio               | Achille Varzi       |

## Datos técnicos
Suspensión:
- Delantera: Eje rígido, ballestas semielípticas con amortiguadores de fricción
- Trasera: Eje tractor, ballestas semielípticas con amortiguadores de fricción

Motor:
- Alfa Romeo // Delantero // Ocho cilindros en línea // Dos sobrealimentadores gemelos // 2 carburadores Memini
- 1987 cc //140 CV (104 kW) a 5500 rpm (1924) - 155 CV (115 kW) a 5500 rpm (1925)

Caja de cambios:
- Alfa Romeo, manual de 4 velocidades

Dimensiones:
- Batalla: (2623 mm)
- Vías: Frontal (1300 mm) // Trasera (1198 mm)
- Peso seco: 614 kg